# Sarah Roemer
Sarah Christine Roemer (* 28. August 1984 in San Diego, Kalifornien) ist eine US-amerikanische Schauspielerin.

## Leben und Karriere
Roemer wurde in San Diego geboren. Nach dem Besuch der Horizon Junior School und der Horizon High School zog sie nach Los Angeles. Mit 15 Jahren wurde sie als Model entdeckt. Sie unterschrieb bei der New Yorker Modelagentur ID Model Management und modelte unter anderem für GQ, Cosmopolitan, Maxim, Esquire und Nylon Guys.
Ihr Filmdebüt gab Roemer 2006 in der Komödie Wristcutters – A Love Story und in dem Horror-Thriller Der Fluch – The Grudge 2, der zwar überwiegend negative Kritiken erhielt aber an der Kinokasse ein Erfolg war. 2007 spielte sie neben Shia LaBeouf und Carrie-Anne Moss in D. J. Carusos Thriller Disturbia mit und war in dem Kurzfilm Cutlass neben Dakota Fanning und Kristen Stewart zu sehen. In dem 2009 erschienenen Cheerleaderfilm Fired Up! spielte sie als Carly eine der Hauptrollen. Im selben Jahr sah man sie in der Rolle der Tochter von Joan Allen und Richard Gere in dem Familienfilm Hachiko – Eine wunderbare Freundschaft, einer Neuverfilmung des japanischen Originals Hachiko – Wahre Freundschaft währt ewig von 1987.
Seit Anfang 2014 ist Roemer mit dem Schauspieler Chad Michael Murray liiert, den sie während der Dreharbeiten zur Fernsehserie Chosen kennengelernt hatte. Das Paar ist seit Januar 2015 verheiratet und hat drei gemeinsame Kinder (* 2015, * 2017, * 2023).

## Filmografie (Auswahl)
- 2006: Wristcutters: A Love Story

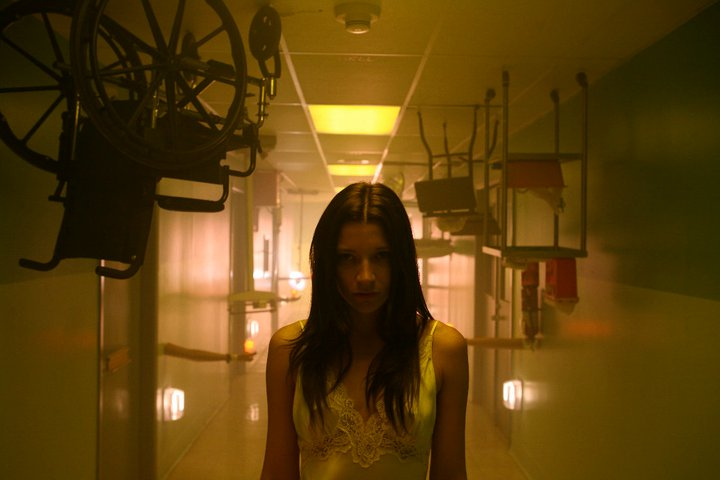
Sarah Roemer als Madison Walker im Film Waking Madison

- 2006: Der Fluch – The Grudge 2 (The Grudge 2)
- 2007: Asylum
- 2007: Disturbia
- 2007: Cutlass (Kurzfilm)
- 2009: Fired Up!
- 2009: Falling Up
- 2009: Hachiko – Eine wunderbare Freundschaft (Hachi: A Dog’s Tale)
- 2010: Waking Madison
- 2010: The Con Artist
- 2010: Locked In
- 2010–2011: The Event (Fernsehserie, 22 Episoden)
- 2011: Hawaii Five-0 (Fernsehserie, Episode 2x03)
- 2012: Daybreak (Fernsehserie, 3 Episoden)
- 2013–2014: Chosen (Fernsehserie, 11 Episoden)
- 2015: The Girlfriend Game (Kurzfilm)
- 2016: Manhattan Undying
- 2019: Famous and Fatal (Fernsehfilm)
- 2020: Algorithm – BLISS
- 2021: Survive the Game